# Жермол сир Грон
Жермол сир Грон (фр. Germolles-sur-Grosne) насеље је и општина у источном делу централне Француске у региону Бургоња, у департману Саона и Лоара која припада префектури Макон.
По подацима из 2011. године у општини је живело 140 становника, а густина насељености је износила 19,36 становника/km². Општина се простире на површини од 7,23 km². Налази се на средњој надморској висини од 250 метара (максималној 626 m, а минималној 336 m).

## Демографија
| 1962. | 1968. | 1975. | 1982. | 1990. | 1999. | 2011. |
| ----- | ----- | ----- | ----- | ----- | ----- | ----- |
| 122   | 131   | 129   | 124   | 112   | 110   | 140   |

График промене броја становника у току последњих година